# Friedrichstadt, Berlin
För de nuvarande stadsdelarna i Berlin, se Mitte, Berlin (stadsdel) och Kreuzberg.

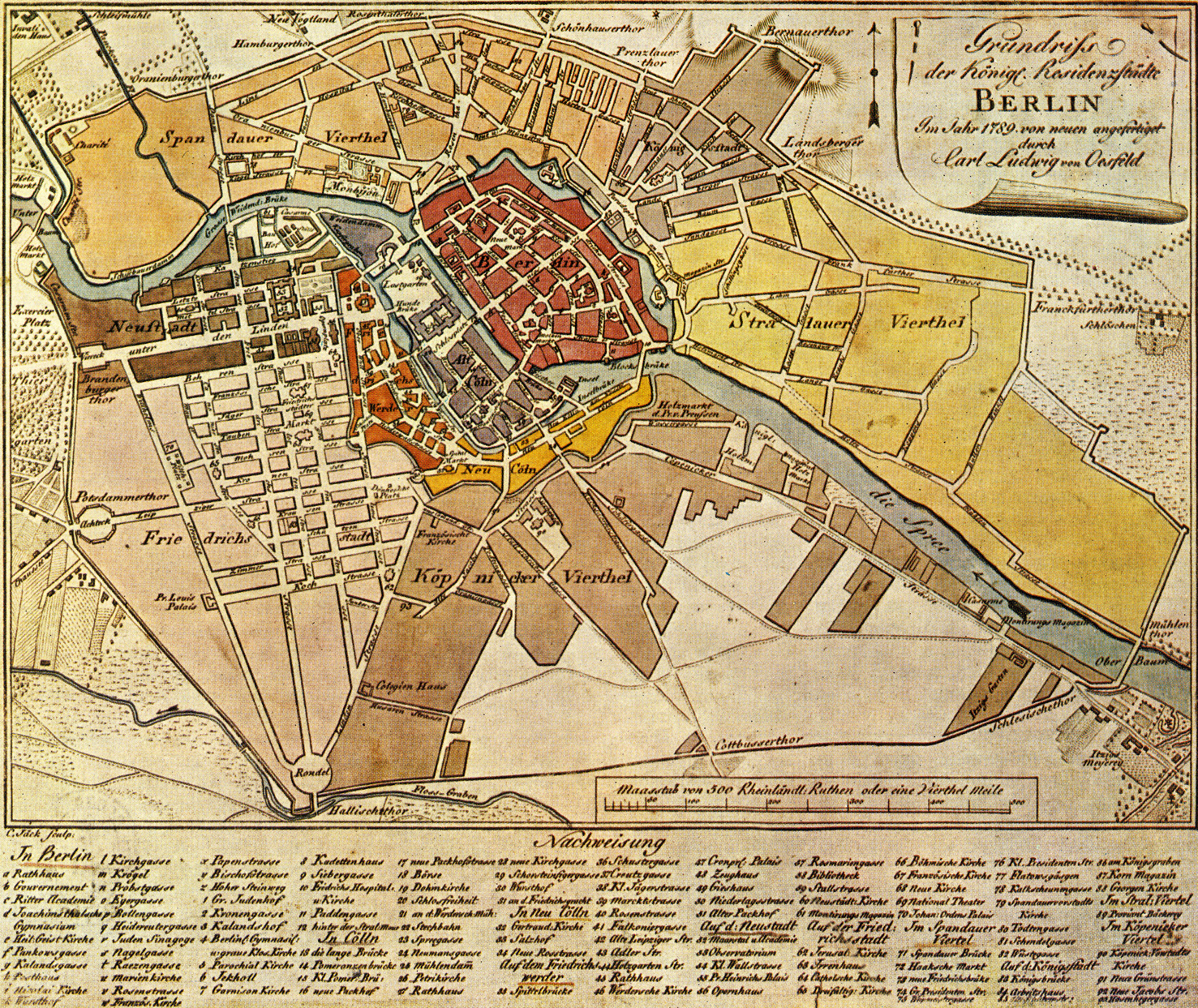
Friedrichstadt markerad i ljusgrått i sydväst på en karta över Berlin från 1789.

Friedrichstadt var en förstad till Berlin, anlagd 1688 och sammanslagen med staden Berlin 1710. Den uppkallades efter kung Fredrik I av Preussen. Fram till 1920 och bildandet av Stor-Berlin var Friedrichstadt en administrativ stadsdel i Berlin. Idag saknar området administrativ betydelse och ingår i stadsdelarna Mitte och Kreuzberg. 
Den historiska gränsen för förstaden går från Spittelmarkt norrut längs Nieder- och Oberwallstrasse, längs Behrenstrasse västerut till Ebertstrasse, därifrån söderut förbi Potsdamer Platz, via Stresemannstrasse till Hallesches Tor och därifrån norrut längs Lindenstrasse och Axel-Springer-Strasse tillbaka till Spittelmarkt.
Friedrichstadt kom med tiden att hysa många regeringsbyggnader utefter Wilhelmstrasse och var också hem för Berlins tidningskvarter under det tidiga 1900-talet. Fortfarande ligger bland annat Springer-koncernens huvudkontor här. Stora delar av den historiska bebyggelsen förstördes i bombangrepp under andra världskriget och har därefter ersatts med modernare bebyggelse. 
Eftersom gränsen mellan den amerikanska och den sovjetiska ockupationssektorn drogs efter gränsen mellan Mitte och Kreuzberg var området under Berlins ockupation 1945-1990 delat i en nordlig Östberlin-del och en sydlig Västberlin-del, med Berlinmuren som gräns 1961-1989. Under ockupationstiden låg gränsövergången Checkpoint Charlie vid den stora nord-sydliga huvudgatan genom området, Friedrichstrasse.

## Kända gator och platser
- Askanischer Platz
- Checkpoint Charlie
- Französische Strasse
- Friedrichstrasse
- Gendarmenmarkt
- Leipziger Platz
- Leipziger Strasse
- Mehringplatz
- Niederkirchnerstrasse
- Potsdamer Platz
- Wilhelmstrasse
- Vossstrasse